# Arnarneshreppur

Arnarneshreppur (anciennement Hvammshreppur) était une commune rurale islandaise située dans la région de Norðurland eystra, sur la rive ouest du fjord Eyjafjörður. Elle a cessé d'exister en 2010 après sa fusion avec la commune voisine Hörgárbyggð, formant la municipalité actuelle de Hörgársveit.

## Nom et localisation
La commune tirait son nom du hameau d’Arnarnes, situé dans la région côtière de Galmaströnd.

## Histoire

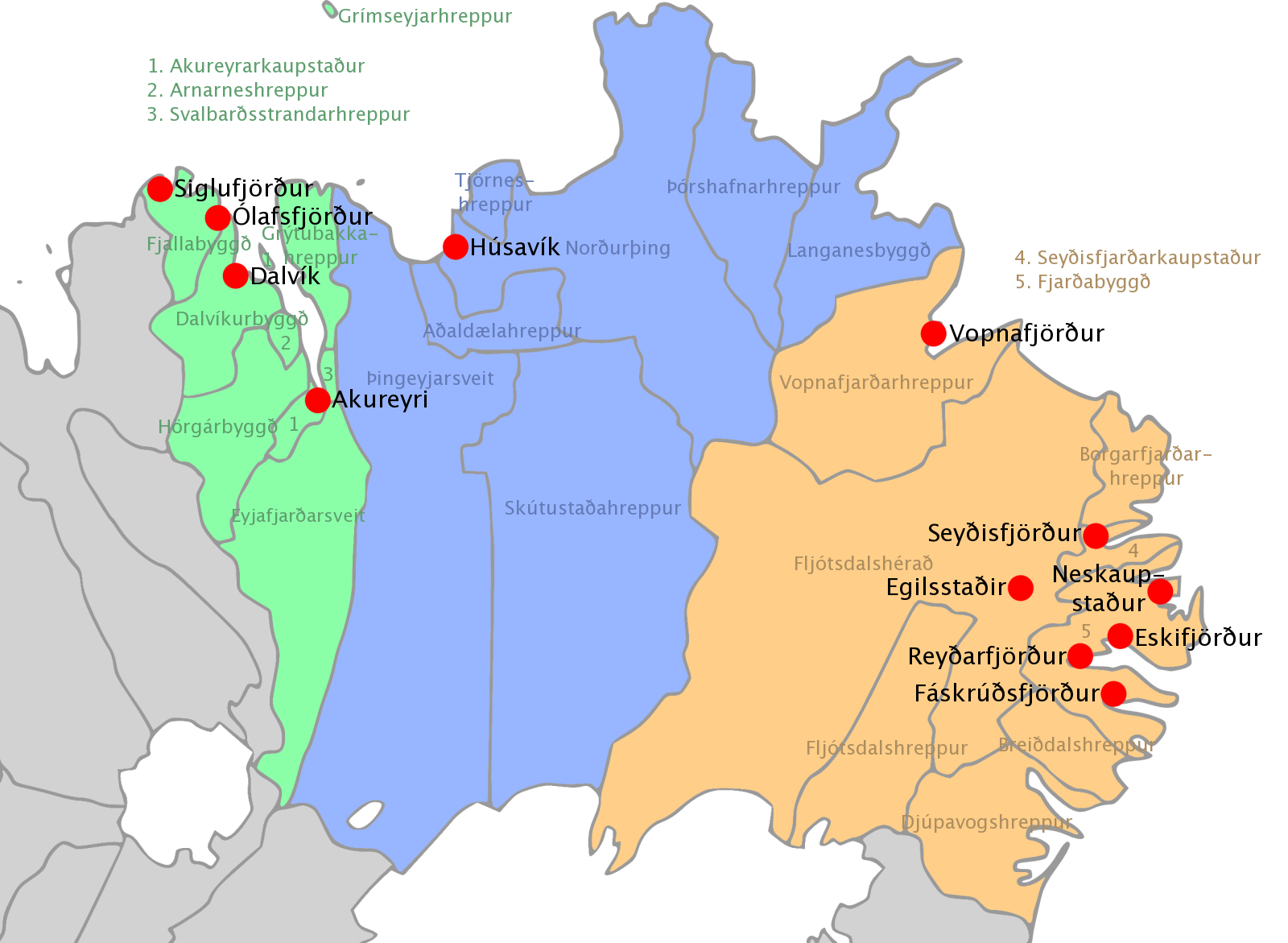
Carte de la région Norðurland eystra où se trouvait Arnarneshreppur.

Autrefois, Arnarneshreppur était une commune bien plus vaste. Elle comprenait les régions de Árskógsströnd et Þorvaldsdalur, mais en 1911, son territoire fut divisé : la partie nord devint une nouvelle commune, Árskógshreppur.

## Peuplement et économie
La commune était faiblement peuplée et orientée principalement vers l’agriculture. Elle comptait une petite agglomération sur le site de Hjalteyri, village côtier notable pour son activité halieutique durant la première moitié du XXe siècle. Une usine de transformation du hareng, construite en 1914 par la société Kveldúlfur hf., y fonctionna jusqu’en 1966. Une partie du bâtiment a été reconvertie en salle communautaire au début du XXIe siècle.

## Fusion avec Hörgárbyggð
Le 20 mars 2010, un référendum fut organisé pour décider de la fusion d’Arnarneshreppur avec la commune voisine Hörgárbyggð.  
- À Arnarneshreppur : 57 voix pour, 40 contre (126 électeurs, 100 votants).
- À Hörgárbyggð : 149 pour, 12 contre (162 votants sur 309 inscrits).

La fusion fut approuvée et entra en vigueur le 12 juin 2010. La nouvelle commune prit le nom de Hörgársveit.

## Personnalités
- Davíð Stefánsson (1895–1964), poète islandais, né sur le territoire d'Arnarneshreppur.
- Jón Sveinsson (1857–1944), écrivain islandais, également originaire de la région.